# 이지훈 (1988년)
이지훈(李知勳, 1988년 10월 29일 ~ )은 대한민국의 배우이다.

## 학력
- 덕소중학교
- 덕소고등학교
- 한림대학교 체육학과 (중퇴)

## 출연 작품

### 드라마
| 연도                         | 방송사                              | 제목                              | 역할                      | 비고     |
| ---------------------------- | ----------------------------------- | --------------------------------- | ------------------------- | -------- |
| 2012                         | KBS2                                | 월화드라마 《학교 2013》          | 이지훈                    |          |
| 2013                         | KBS2                                | 월화드라마 《학교 2013》          | 이지훈                    |          |
| 주말드라마 《최고다 이순신》 | KBS2                                | 조인성                            |                           |          |
| MBC                          | 주말특별기획 《황금 무지개》        | 김열원                            |                           |          |
| MBC                          | 주말특별기획 《황금 무지개》        | 김열원                            | 2014                      |          |
| 2015                         | KBS2                                | 월화드라마《블러드》              | J                         |          |
| 2015                         | SBS                                 | 대하드라마《육룡이 나르샤》       | 허강                      |          |
| 2016                         | SBS                                 | 대하드라마《육룡이 나르샤》       | 허강                      |          |
| JTBC                         | 금토드라마 《마녀보감》             | 선조                              |                           |          |
| KBS2                         | KBS 드라마 스페셜 - 《전설의 셔틀》 | 강찬                              | 단막극                    |          |
| 중국 소후 닷컴               | 웹드라마《고호의 별이 빛나는 밤에》 | 황지훈                            |                           |          |
| SBS                          | 드라마스페셜 《푸른 바다의 전설》   | 허치현                            |                           |          |
| SBS                          | 드라마스페셜 《푸른 바다의 전설》   | 허치현                            | 2017                      |          |
| SBS                          | 월화드라마 《귓속말》               | 젊은시절 최일환                   | 특별출연                  |          |
| SBS                          | 주말특별기획 《언니는 살아있다》    | 설기찬 / 구세후                   |                           |          |
| 2018                         | KBS2                                | 수목드라마 《당신의 하우스헬퍼》  | 권진국                    |          |
| 2018                         | SBS                                 | 월화드라마 《사의 찬미》          | 홍난파                    |          |
| 2019                         | MBC                                 | 수목드라마 《신입사관 구해령》    | 민우원                    |          |
| 2019                         | KBS2                                | 수목드라마 《99억의 여자》        | 이재훈                    |          |
| 2020                         | MBC                                 | 월화드라마《저녁 같이 드실래요?》 | 정재혁                    |          |
| 2021                         | KBS2                                | 《달이 뜨는 강》                  | 고건                      |          |
| 2022                         | iHQ, MBN                            | 《스폰서》                        | 이선우                    |          |
| 2022                         | KBS2                                | 《징크스의 연인》                 | 무녀의 후예를 데려간 남자 | 특별출연 |

### 영화
| 연도 | 제목                        | 역할      | 비고      |
| ---- | --------------------------- | --------- | --------- |
| 2012 | 《가문의 귀환》             | 구경꾼    | 단역      |
| 2013 | 《연애 징크스!!!》          | 이태웅    |           |
| 2014 | 《리턴매치》                | 한오기    |           |
| 2014 | 《끝까지 간다》             | 황재성    | 특별 출연 |
| 2016 | 《특별수사: 사형수의 편지》 | 젊은 형사 |           |
| 2019 | 《아빠는 예쁘다》           | 김현우    | 우정출연  |
| 2023 | 《빈틈 없는 사이》          | 이승진    |           |
| 2025 | 《백수아파트》              | 두온      |           |

## 그 밖의 활동

### 예능
- 2012년 JTBC 《메이드 인 유》 5회,7회
- 2013년 MBC 《라디오스타》 331회
- 2013년 KBS2 《해피선데이 : 맘마미아》 11회-14회, 17회-21회
- 2013년 KBS2 《우리동네 예체능》 - 배드민턴편 14회-24회
- 2013년 SBS 《월드 챌린지 - 우리가 간다》
- 2013년 SBS 《패션왕 코리아》 1-8회
- 2017년 tvN 《나의 영어 사춘기》 6회
- 2019년 tvn D 《마일리지 싸커》 1-3회 , (2회 1분15초까지 나옴)
- 2019년 KBS2 《슈퍼맨이 돌아왔다》
- 2020년 MBC 《구해줘 홈즈》67회
- 2020년 MBC 《나혼자산다》396회
- 2021년 KBS2 《다큐멘터리 3일》676회 (나레이션)
- 2021년 MBC 《라디오스타》732회
- 2021년 MBC 《호적 메이트》 1,2회 (9월 21일, 22일)
- 2023년 MBC 《황금어장 라디오스타》 823회
- 2023년 유튜브 《노빠꾸 탁재훈》56회

### CF
- 2012년 KOBACO - 한국을 사랑합니다
- 2013년 한화 - 한화불꽃축제 (사랑의 불꽃 편)

### 홍보대사
- 2013년 월드쉐어 홍보대사

## 수상 및 후보
| 연도 | 시상식       | 부문                               | 작품                            | 결과 |
| ---- | ------------ | ---------------------------------- | ------------------------------- | ---- |
| 2013 | KBS 연기대상 | 남자 신인상                        | 최고다 이순신                   | 후보 |
| 2016 | KBS 연기대상 | 남자 연작 • 단막극상               | KBS 드라마 스페셜 - 전설의 셔틀 | 후보 |
| 2016 | SBS 연기대상 | 판타지드라마부문 남자 특별연기상   | 푸른 바다의 전설                | 후보 |
| 2019 | MBC 연기대상 | 수목 드라마 조연상                 | 신입사관 구해령                 | 수상 |
| 2020 | MBC 연기대상 | 월화 미니·단막부문 남자 우수연기상 | 저녁 같이 드실래요?             | 후보 |